# Pietro Auletta
Œuvres principales
La locandiera (opéra)
Sulla nascente erbetta (cantate)
Pietro Auletta (cité aussi sous Pietro Antonio Auletta ; né vers 1698 à Sant'Angelo a Scala près d'Avellino et mort en septembre 1771 à Naples) est un compositeur italien de musique baroque du XVIIIe siècle.

## Biographie
Après son arrivée à Naples vers 1701 il étudie la musique au Conservatoire de Sant'Onofrio a Porta Capuana où il suit l’enseignement de Giuseppe Amendola et de Nicola Porpora. Vers 1724 il est nommé maître de chapelle (maestro di cappella) de l’église Santa Maria la Nova. En 1725 il écrit son premier opéra-bouffe (opera buffa) intitulé Il trionfo dell'amore ovvero Le nozze tra amici (Le triomphe de l’amour, ou les noces entre amis).
Dans les années qui suivent plusieurs de ses œuvres sont créées : en 1726 La Carlotta, son second opéra comique (opera comica), et en 1728 Ezio, son premier opera seria, lequel est représenté à Rome. À l'occasion du carnaval de 1737 il crée sa comédie Orazio (Horace), œuvre qui rencontre aussitôt un grand succès, tant et si bien qu’au fil des années suivantes elle passera de main en main et est représentée de nombreuses fois comme pasticcio. À partir de 1740 Auletta réduit sa production lyrique, et en 1759 il rend sa dernière œuvre lyrique, Didone.
Les Intermezzo d’Auletta furent joués à l'Opéra-Comique de Paris et ont contribué à alimenter la Querelle des Bouffons.
Auletta a contribué au développement du style musical de son temps. Sa musique restitue les influences de son contemporain Giovanni Battista Pergolesi, avec lequel il a rivalisé.
De son mariage avec Anna Biancone il eut un fils, Domenico Auletta en 1723, qui a également suivi une carrière musicale.

## Œuvres
(Dont plusieurs sont perdues) :

### Opéras
- Il trionfo dell'amore ovvero Le nozze tra amici (opera comica, livret : Carlo de Palma, 1725, Naples)
- La Carlotta (opera comica, livret : Bernardo Saddumene, 1726, Naples)
- Ezio (opera eroica, livret : Pietro Metastasio, 1728, Rome)
- Orazio (commedia per musica, livret : Antonio Palomba, 1737, Naples; représenté également sous le titre Il maestro di musica à Paris en 1725, sous le titre L'impressario à Vérone en 1748, sous le titre L'impresario à Turin en 1748, le titre Impresario abbandonato à Munich en 1749, et El maestro de capilla à Barcelone en 1750)
- Il Marchese Sgrana (dramma per musica, livret : Antonio Palomba, 1738, Naples)
- Demetrio (livret : Pietro Metastasio, 1738)
- La locandiera (scherzo comico per musica, livret : Gennaro Antonio Federico, 1738, Naples)
- Don Chichibio (opera comica, 1739, Naples)
- L'amor costante (commedia per musica, livret : Antonio Palomba, 1739, Naples)
- Intermezzo per il matrimonio dell'Infante Felipe (1739, Madrid)
- L'impostore (commedia per musica, livret : Carlo Fabozzi, 1740, Naples)
- Caio Fabricio (dramma per musica, livret : Apostolo Zeno, 1742, Turin)
- Il Marchese di Spartivento ovvero Il cabalista ne sa men del caso (farsetta, 1747, Rome)
- Il conte immaginario (intermezzo, 1740, Venise)
- Didone abbandonata (dramma per musica, livret : Pietro Metastasio, 1759, Florence)
- Conte Schizza (intermezzo per musica)
- Zenobia

### Musique sacrée
- Il martirio di Santa Ferma Vergine (oratorio, 1722, Civitavecchia)
- Oratorio sacro (1745, Naples)
- Ave maris stella pour 5 voix, cordes et orgue
- Christus factus est pour 4 voix, hautbois, 2 violons, viole et basse continue
- De profundis pour soprano, 2 violons et b.c.
- Duetto (duo) ad laudem et honorem Beatae Mariae pour 2 voix, 2 violons, 2 hautbois, cornets et basse continue
- Salve regina pour 3 voix et orgue
- De profundis pour soprano et orchestre
- Omnes gentes (motet pour soprano, cordes et orgue)

### Autres œuvres
- Sinfonia pour 2 hautbois, 2 cornets, 2 violons et viole
- Sulla nascente erbetta (cantate, 1718)